# 벼락부자 (영화)
벼락부자는 한국에서 제작된 김수용 감독의 1961년 영화이다. 구봉서 등이 주연으로 출연하였고 신상옥 등이 제작에 참여하였다.

## 출연

### 주연
- 구봉서
- 김희갑
- 도금봉
- 전계현

### 조연
- 곽규석
- 양훈
- 남미리

## 제작진
- 조명: 마용천
- 미술: 강성범